# Ciak d'oro 1996
11ª edizione dei Ciak d'oro tenutasi nel 1996. La pellicola cinematografica che ottiene il maggior numero di premi è L'amore molesto di Mario Martone con quattro riconoscimenti.

## Vincitori e candidati
I vincitori sono indicati in grassetto, a seguire gli altri candidati.

### Miglior film
- Io ballo da sola di Bernardo Bertolucci

### Miglior regista
- Bernardo Bertolucci - Io ballo da sola

### Migliore attore protagonista
- Sergio Castellitto - L'uomo delle stelle

### Migliore attrice protagonista
- Asia Argento - La sindrome di Stendhal

### Migliore attore non protagonista
- Giancarlo Giannini - Come due coccodrilli
  - Gianni Cajafa - L'amore molesto
  - Luca Zingaretti - Vite strozzate
  - Piero Natoli - Ferie d'agosto
  - Vito - Ivo il tardivo

### Migliore attrice non protagonista
- Antonella Ponziani - Ferie d'agosto
  - Angela Luce - L'amore molesto
  - Marina Confalone - La seconda volta
  - Valentina Chico - Va dove ti porta il cuore
  - Valeria Milillo - La seconda volta

### Migliore opera prima
- Mimmo Calopresti - La seconda volta

### Migliore sceneggiatura
- Mario Martone - L'amore molesto
  - Francesco Bruni, Paolo Virzì - Ferie d'agosto
  - Alessandro Benvenuti, Ugo Chiti, Nicola Zavagli - Ivo il tardivo
  - Daniele Luchetti, Sandro Petraglia, Stefano Rulli, Domenico Starnone - La scuola
  - Francesco Bruni, Mimmo Calopresti, Heidrun Schleef - La seconda volta

### Migliore fotografia
- Luca Bigazzi - L'amore molesto e Lo zio di Brooklyn
  - Alfio Contini - Al di là delle nuvole
  - Cesare Bastelli - L'arcano incantatore
  - Dante Spinotti - L'uomo delle stelle
  - Giuseppe Rotunno - La sindrome di Stendhal

### Migliore sonoro
- Daghi Rondanini e Mario Iaquone - L'amore molesto
  - Candido Raini - Ivo il tardivo
  - Remo Ugolinelli - La scuola
  - Alessandro Zanon- La seconda volta
  - Gianni Zampagni - Pasolini, un delitto italiano

### Migliore scenografia
- Francesco Bronzi - L'uomo delle stelle
  - Eugenio Liverani - Ivo il tardivo
  - Giuseppe Pirrotta - L'arcano incantatore
  - Gianni Sbarra - Le affinità elettive
  - Giovanni Albanese - Silenzio... si nasce

### Migliore montaggio
- Cecilia Zanuso - Ferie d'agosto
  - Claudio Di Mauro - Al di là delle nuvole
  - Carla Simoncelli - Ivo il tardivo e Vite strozzate
  - Jacopo Quadri - L'amore molesto
  - Antonio Siciliano - Viaggi di nozze

### Migliore costum
- Elisabetta Beraldo - Sostiene Pereira
  - Metella Raboni - L'amore molesto
  - Vittoria Guaita - L'arcano incantatore
  - Beatrice Bordone - L'uomo delle stelle
  - Lina Nerli Taviani - Le affinità elettive

### Migliore colonna sonora
- Patrizio Fariselli - Ivo il tardivo
  - Dario Lucantoni - Compagna di viaggio
  - Franco Piersanti - La seconda volta
  - Ennio Morricone - La sindrome di Stendhal
  - Carlo Siliotto - Palla di neve

### Miglior manifesto
- L'amore molesto

### Migliore film straniero
- Seven di David Fincher